# Suntol
Suntol (nep. सुनटोल) – gaun wikas samiti w środkowej części Nepalu w strefie Bagmati w dystrykcie Katmandu. Według nepalskiego spisu powszechnego z 2001 roku liczył on 857 gospodarstw domowych i 4417 mieszkańców (2256 kobiet i 2161 mężczyzn).